# Hanz (Moderator)
Hanz (* 3. September 1984 in Stuttgart), bürgerlich und auf der Bühne seit 2019 Johannes Elster, ist ein deutscher Moderator, Slam-Poet und Autor.

## Wirken
Seit 2008 ist Hanz regelmäßiger und mit über 150 Siegen erfolgreicher Teilnehmer von Poetry Slams im deutschsprachigen Raum. Neben zahlreichen Teilnahmen bei überregionalen Meisterschaften konnte er bei den baden-württembergischen Landesmeisterschaften 2010 (in Heidelberg) und 2015 (in Konstanz) jeweils den Vize-Titel erringen. Mit Alexander Willrich bildete er das Slam-Team Hanz N‘ Roses, dessen größter Erfolg der Einzug ins Team-Halbfinale bei den deutschsprachigen Slam-Meisterschaften 2011 in Hamburg war. Eine Sammlung seiner Texte namens In fremden Betten schläft es sich doch am besten erschien mit zugehöriger Hörbuch-CD 2011 im Periplaneta-Verlag, dazu weitere Veröffentlichungen in Literaturzeitschriften sowie Anthologien. Beim Theaterstück "Slam Kabarett", uraufgeführt in Alma Hoppes Lustspielhaus in Hamburg, führte er 2012 Regie. Das Stück ging anschließend auf Deutschland-Tournee.
In zahlreichen Städten, vornehmlich in Baden-Württemberg und Rheinland-Pfalz tritt Hanz als Veranstalter und Moderator von Poetry Slams auf, unter anderem in Ludwigsburg, Aalen, Heidenheim, Landau, Marbach, Schwäbisch Gmünd, Singen und Ingelheim. 2016 bildete er gemeinsam mit Thomas Geyer und Nikita Gorbunov das Veranstalter-Trio der zwanzigsten deutschsprachigen Slam-Meisterschaften in Stuttgart. Dort moderierte er neben der Eröffnungsgala auch das Einzelfinale im Beethovensaal der Liederhalle, aus dem Philipp Scharrenberg siegreich hervorging. 2017 moderiert er das Finale der Science-Slam-Meisterschaften in Ulm. Auch PowerPoint-Karaoke-Veranstaltungen werden von Hanz in diversen Städten durchgeführt.
Hanz ist Gründungsmitglied der Lesebühne Abendgestaltung für Fortgeschrittene in Aalen, Heidenheim und Ludwigsburg, ebenfalls gehören dort Tino Bomelino, Das Lumpenpack und Nektarios Vlacholpoulos zum festen Ensemble.

## Veröffentlichungen
- Hanz: In fremden Betten schläft es sich doch am besten. Periplaneta, 2011, ISBN 978-3-940767-62-2. (inkl. Hörbuch-CD)
- Hanz, Alexander Willrich (Hrsg.): sLam PHoetry: Bühnentexte aus dem Lit-Café. Pädagogische Hochschule Ludwigsburg, ISBN 978-3-924080-45-7.

### Weitere Texte erschienen in (Auswahl)
- Alexander Willrich: Poetry Slam für Deutschland. Lektora-Verlag, 2010, ISBN 978-3-938470-47-3.
- Andreas Weber (Hrsg.): Zettelwirtschaft Nr. 13. Münster 2011.
- Michael Gans: Literarisches Schreiben in Schule, Hochschule und Freizeit. Schneider, 2012, ISBN 978-3-8340-1114-5.